# Морван (фізична географія)
Морва́н — перетин під деяким кутом двох різновікових денудаційних поверхонь (пенепленів). Наприклад, перетин оголеного ерозією нахиленого пенеплену Лінії водоспадів (вздовж східної границі плато Підмонт в США) з неогеновим пенепленом Гаррісберґ.
Термін М. запропонований американським вченим У. М. Дейвісом від назви рельєфу горстового масиву Морван в Центральній
Франції зі складною структурою та історією розвитку, яка характеризується поєднанням плато,
куест, консеквентних долин-каньйонів.